# Mateo Tanlongo
Mateo Tanlongo, né le 12 août 2003 à Funes, Santa Fe (en) en Argentine, est un footballeur argentin qui évolue au poste de milieu défensif au Rio Ave FC, en prêt du Sporting CP.

## Biographie

### En club
Né à Funes, Santa Fe (en) en Argentine, Mateo Tanlongo est formé par le Rosario Central. Considéré comme l'un des joueurs les plus prometteurs du centre de formation, il fait partie des jeunes sur lesquels le club souhaite s'appuyer. Il signe son premier contrat professionnel avec Rosario Central en juin 2020. Mais au début du mois d'octobre 2020 Tanlongo se blesse au genou gauche et il est écarté des terrains pendant plusieurs mois, ce qui freine sa progression.
Tanlongo joue son premier match en professionnel le 9 janvier 2021, lors d'une rencontre de Copa Diego Armando Maradona contre le CA Lanús. Il entre en jeu à la place d'Emmanuel Ojeda (en) et son équipe s'incline par deux buts à zéro. Il fait sa première apparition en Primera división le 6 août 2021 face au CA Sarmiento. Il est titularisé mais son équipe s'incline (1-0 score final).
Le 5 janvier 2023, lors du mercato hivernal, Mateo Tanlongo rejoint le Portugal afin de s'engager en faveur du Sporting CP. Il signe un contrat courant jusqu'en juin 2027,.
Tanlongo joue son premier match pour le Sporting le 20 janvier 2023 contre le FC Vizela, en championnat. Il entre en jeu à la place de Manuel Ugarte et son équipe s'impose par deux buts à un,.
Le 1er septembre 2023, Tanlongo rejoint le FC Copenhague sous la forme d'un prêt d'une saison avec option d'achat.

### En sélection
Mateo Tanlongo est convoqué pour la première fois avec l'équipe d'Argentine des moins de 20 ans de Javier Mascherano en mai 2022. Il joue un match avec cette sélection le 10 mai 2022 contre le Pérou. Il est titulaire et son équipe s'impose sur le score de 3-1,.